# Echinoclathria papyracea
Echinoclathria papyracea är en svampdjursart som först beskrevs av Ridley och Arthur Dendy 1886.  Echinoclathria papyracea ingår i släktet Echinoclathria och familjen Microcionidae. Inga underarter finns listade i Catalogue of Life.